# Areliz Benel
Areliz Estefanía Benel Bolaños (Lima, 28 de octubre de 1988) es una actriz y modelo peruana. Es más conocida por interpretar a Shirley Gonzales en la serie de televisión Al fondo hay sitio.
Benel cursó estudios en la Escuela Nacional Superior de Arte Dramático de 2008 a 2011, además del Instituto Peruano de Publicidad. También concursó en el reality show de baile El gran show: primera temporada conducido por Gisela Valcárcel, donde obtuvo el quinto puesto tras dos meses de competencia.

## Filmografía
| Año       | Título                                 | Personaje               | Notas                   |
| --------- | -------------------------------------- | ----------------------- | ----------------------- |
| 2007-2008 | Magnolia Merino                        | Britny                  | Participación Especial  |
| 2008      | Dina Páucar, el sueño continúa         | Ana María               | Participación Especial  |
| 2010      | Clave uno: médicos en alerta           | Pareja de un paciente   | Pariticipación Especial |
| 2011–2016 | Al fondo hay sitio                     | Shirley Gonzales Pachas | Rol principal           |
| 2012      | El gran show                           | Participante            | 5° puesto               |
| 2015–2016 | Cy°Zone: No aguanto a mis hermanas     | Lina                    | Protagonista            |
| 2017      | El Dorado                              | Participante            | 16° puesto              |
| 2023      | Rutas de la vida: Nunca tomes lo ajeno | Samanta                 | Villana                 |
| 2023-2024 | Luz de esperanza                       | Eva Quiñones            | Rol principal           |